# Пољска А и Б
Пољска А и Б (пољ. Polska A i B ) односи се на историјску, политичку и културну разлику између западног и источног дела земље, при чему је Пољска „А“, западно од Висле, много развијенија и има бржи раст од Пољске „Б“, источно од реке. Генерални секретар Привредне коморе Пољске Марек Клочко је у свом интервјуу из 2007. рекао да су поделе шире и да формирају три одвојене категорије: Пољска „А“ коју чине метрополитански градови; Пољска „Б“ је остатак земље; а Пољска „Ц“ су равнице и паркови источно од Висле (Пољска „З“, према Клочку), који захтевају другачији третман.
Наводно, добростојећи градови Пољске су Варшава, Гдањск, Вроцлав и Познањ, а они који се боре са мање инвестиција су на истоку: Жешов, Лублин, Олштин и Бјалисток. Међутим, тренутни статистички подаци о незапослености за Пољску генерално не показују ту разлику, па чак указују на супротан тренд последњих година, да су стопе незапослености на северозападу веће него у источној и централној Пољској. У 2014. години, међу највишима у држави били су Кујавско-померанско и Западнопоморско војводство док је међу најнижим у земљи било у источно-централном мазовјечком војводству.
Разлика је незванична и на неки начин превише поједностављена, али је широко призната и о њој се расправља у Пољској.
Историјски гледано, порекло Пољске „А“ и „Б“ може се пратити у периоду поделе Пољске и различитих политичких подела, што је резултирало много већим индустријским развојем одређених крајева данашње Пољске.
Разлика између „А“ и „Б“ посебно је очигледна у обрасцима гласања у два региона. Током 1990-их, Пољска „А“ је имала тенденцију да фаворизује Алијансу демократске левице . Пољска „Б“ је са друге стране гласала или за ПСЛ или за Солидарност, обе представљају хришћанско-демократске вредности.